# Єрко Урра
Єрко Урра (ісп. Yerko Urra, нар. 9 липня 1996, Мульчен) — чилійський футболіст, воротар клубу «Депортес Темуко».

## Клубна кар'єра
Народився 9 липня 1996 року в місті Мульчен. Вихованець футбольної школи клубу «Уачіпато». Дорослу футбольну кар'єру розпочав 2016 року в основній команді того ж клубу, в якій провів чотири сезони, взявши участь у 34 матчах чемпіонату. 
2021 року перебрався до «Депортес Темуко», де відразу став основним воротарем.

## Виступи за збірну
З 2018 року викликається до лав національної збірної Чилі. Не маючи досвіду виступів у її складі був включений до її заявки на розіграш Кубка Америки 2019 року в Бразилії, де лишався запасним гравцем і на поле не виходив.